# Hôpital militaire de Gabès
L'hôpital militaire de Gabès est un hôpital militaire tunisien situé à Gabès en Tunisie, un établissement public à caractère administratif doté de la personnalité morale et de l'autonomie financière. Il est créé en 1989.

## Activités
L'hôpital a pour mission principale de dispenser des soins hautement spécialisés par l'emploi de technologie moderne et par la mise en place d'organes de gestion appropriés. Il fonctionne comme centre de diagnostic, de traitement et d'expertise médicale.
Ses services hospitaliers spécialisés sont :
- Service de chirurgie (universitaire)
- Service de médecine interne (universitaire)
- Service d'orthopédie et de traumatologie
- Service d'oto-rhino-laryngologie
- Service d'ophtalmologie
- Service de cardiologie
- Service de gastro-entérologie
- Service de pneumo-allergologie
- Service de pédiatrie
- Service de médecine dentaire

Ses services et unités médicales communes sont les suivants :
- Service de radiodiagnostic
- Service de laboratoire et de transfusion sanguine
- Service de pharmacie
- Service d'anesthésie-réanimation
- Service d'anatomo-pathologie
- Service des consultations externes
- Service des urgences
- Service de rééducation fonctionnelle
- Service d'hygiène hospitalière et de protection de l'environnement
- Unité du bloc opératoire central